# Королівська Вельможність

Герб Його Королівської Вельможності крон-принца Норвегії

Королівська Вельможність або Королівська Високість (англ.: His/Her Royal Highness; абрв.: HRH) — титул або форма звертання, що використовується для звернення до деяких членів королівських родин, зазвичай князів (герцогів) або принців.  
Монархи, як правило, користуються титулом Ваша Величносте.
Коли використовується як пряма форма звернення (усна або письмова), набуває форми «Ваша Королівська Вельможносте». При оголошенні від третьої особи: Його Королівська Вельможність або Її Королівська Вельможність, у множині — Їх Королівські Вельможності (Their Royal Highnesses; TRH).

## Історія
Після розпаду Римської імперії, у Середньовіччі королі Європи використовували титули: Ваша ясносте, Ваша Вельможносте або Ваша Милосте. 
До 17 століття всі місцеві правителі Італії вже використовували титул Його Вельможності, яким раніше користувались лише королі та імператори.
За даними Енциклопедії Дені Дідро, титул Королівської Високості був створений за наполяганням ерцкнязя Фердинанда Австрійського, кардинала-інфанта Іспанії, молодшого сина короля Іспанії Пилипа III. Ерцкнязь мандрував Італією на шляху до Нідерландів й зустрівши Віктора Амадея I, князя Савойського, відмовився звертатися до нього як Вельможносте, якщо князь не звернеться до нього як до Королівської Високості.
Перше використання форми звертання Королівська Вельможність зафіксовано 1633 р.   
Гастон, князь Орлеанський, молодший син короля Франції Генріха IV, перебуваючи у Брюсселі сам ініціював таке звернення до себе. Пізніше його діти використовували цей титул, як представники королівської родини Франції.
До 18 століття титул Королівська Вельможність або Королівська Високість став поширеною формою звертання для членів європейських континентальних правлячих династій, голова яких носив спадковий титул короля чи королеви.
Титули членів родини не спадкових монархів (наприклад, Священного римського імператора, короля Речі Посполитої, Великих князів Литовських і Руських (Давньоукраїнських), князів Молдови та Валахії, і навіть члени родин князів, що були спадковими правителями у значній частині Нідерландів) були більш різноманітними й змінювались, поки не були уніфіковані в 19 столітті.
Титул ерцкнязя або ерцкнягині Австрії доповнювався формої звертання Королівської Високості для всіх членів династії Габсбурґів, а пізніше династії Габсбурґів-Лотаринзьких.   
Незважаючи на те, що Габсбурґи обіймали весь час імператорську корону Священної Римської імперії, номінально це була виборна (а не спадкова) посада, тому члени родини монарха, користувались титулами членів спадкових королівських посад королів Угорщини, Хорватії, Богемії тощо.
Це змінилося, коли за часів Франциска I була розпущена Священна Римська імперію в 1806 р. Правитель Князівства Австрії, що був піднесений до статусу імператора в 1804 році, відмовився від титулу Королівської Високості на користь Імператорської та Королівської Високості, після утворення Австрійської імперії.
Після розпуску Священної Римської імперії 1806 р. кілька німецьких князів-електорів та інших суверенних правителів прийняли титул Великого князя, а разом із ним, для своїх старших синів і дружин, титул Королівської Високості (Баден, Гессен, Мекленбург, Сакс-Веймар).
На Віденському конгресі 1815 року колишній імператриці Марії Луїзі було відновлено її імперський та королівський титул та присвоєно титул княгині Пармської, П'яченці та Гуасталла, а також відновлено її дошлюбний титул ерцкнягині та імператорської принцеси Австрії, Королівської принцеси Угорщини, Хорватії та Богемії.
У Королівстві Нідерландів до титулу "Принц/Принцеса Нідерландів" додається звертання Королівської Вельможності, яке відповідно до закону може бути надане наступним особам:
- Колишній монарх після зречення.
- Спадкоємцю престолу.
- Чоловіку (дружині) монарха.
- Дружині (чоловікові) спадкоємця претолу.
- Законним дітям монарха та дружинам будь-якого законного сина монарха.
- Законним дітям спадкоємця престолу.

У Британській монархії король чи королева Сполученого Королівства надає право користуватися звертанням «Королівська високість», видаючи спеціальний письмовий дозвіл (Letters patent). Він, як правило, надається принцам чи принцесам. Хоча бувають винятки: принц Філіп, герцог Едінбурзький, який отримав цей титул у 1947 році до одруження з принцесою Єлизаветою, але він офіційно не був британським принцом до 1957 р. 
Також цей може надаватись герцогам або герцогиням, членам королівської родини.